# Floyd megye (Texas)
Floyd megye az Amerikai Egyesült Államokban, azon belül Texas államban található. Megyeszékhelye és legnagyobb városa Floydada. Lakosainak száma 5402 fő (2020. április 1.). Floyd megye Briscoe, Motley, Crosby, Hale, Swisher, Lubbock és Dickens megyékkel határos.

## Népesség
A megye népességének változása:
| Lakosok száma | 6402 | 6365 | 6350 | 6230 | 5901 | 5402 |
|               | 2010 | 2011 | 2012 | 2013 | 2015 | 2020 |